# Александрос Пасхалакіс
Александрос Пасхалакіс (грец. Αλέξανδρος Πασχαλάκης, нар. 28 липня 1989, Афіни, Греція) — грецький футболіст, воротар клубу «Олімпіакос» та національної збірної Греції.

## Клубна кар'єра
Александрос Пасхалакіс є вихованцем грецького клубу «Олімпіакос», де він почав займатися футболом з 2003 року. У 2005 році Пасхалакіс проходив стажування у стані турецького «Галатасарая» але контракт з грецьким воротарем так і не був підписаний через велику кількість легіонерів у клубі. 
Александрос повернувся до Греції, де приєднався до клуб «Іліополіс». Але в основі команди він так і не зіграв. У 2011 році воротар провів одну гру у Першій лізі у складі клубу «Левадіакос». Надалі у пошуках ігрової практики Пасхалакіс відправився на Кіпр у клуб ПАІК але й там він не зумів закріпитися в команді. І в 2014 році футболіст повернувся до Греції, де став гравцем клубу «Пантракікос». Ще один сезон воротар провів у стані клубу «ПАС Яніна».
У 2017 році Пасхалакіс на правах вільного агента перейшов до столичного клубу ПАОК, де, нарешті, зумів виграти конкуренцію у свого колеги Родріго Рея і став основним воротарем команди.

## Збірна
У жовтні 2018 року тренер збірної Греції викликав Пасхалакіса до стану національної команди на матчі Ліги націй проти команд Фінляндії та Угорщини. Але дебют воротаря у збірній відбувся лише 30 травня 2019 року у товариській зустрічі з командою Туреччини.

## Статистика виступів

### Статистика виступів за збірну
Станом на 20 листопада 2022 року
| Дата       | Місто    | Господарі | Результат | Гості                | Турнір            | Голи | Примітки |
| ---------- | -------- | --------- | --------- | -------------------- | ----------------- | ---- | -------- |
| 30-5-2019  | Анталія  | Туреччина | 2 – 1     | Греція               | товариський матч  | -2   |          |
| 12-10-2019 | Рим      | Італія    | 2 – 0     | Греція               | Відбір до ЧЄ 2020 | -2   |          |
| 15-10-2019 | Афіни    | Греція    | 2 – 1     | Боснія і Герцеговина | Відбір до ЧЄ 2020 | -1   |          |
| 17-11-2022 | Мдіна    | Мальта    | 2 – 2     | Греція               | товариський матч  | -2   |          |
| 20-11-2022 | Будапешт | Угорщина  | 2 – 1     | Греція               | товариський матч  | -2   |          |
| Усього     |          | Матчів    | 5         |                      | Голів             | -9   |          |

## Титули і досягнення
ПАОК
 Чемпіон Греції: 2018/19
 Переможець Кубка Греції (3): 2017/18, 2018/19, 2020/21
Олімпіакос
 Чемпіон Греції: 2024/25
 Переможець Кубка Греції: 2024/25
 Переможець Ліги конференцій УЄФА: 2023/24
Персональні
- Кращий воротар чемпіонату Греції : 2018/19
- Кращий гравець чемпіонату Греції : 2018/19